# Павло (Константинов)
Павел Старозагорський (Константинов) (болг. Павел Старозагорски; нар. 5 березня 1882, Самоков — пом. 5 жовтня 1940, Стара-Загора — єпископ Православної церкви Болгарії, митрополит Старозагорська.

## Біографія
Початкову освіту здобув у Самокові, а гімназійну — в Русе.
У 1897 вступив в Самоковське богословське училище, яке закінчив у 1902.
Закінчив Таврійську духовну семінарію, а в 1907 — Санкт-Петербурзьку духовну академію зі ступенем кандидата богослов'я.
6 грудня 1907 митрополитом Тарновским Анфімом пострижений в чернецтво з ім'ям Павел, а 20 червня 1908 митрополитом Доростольським і Червенським Василем висвячений в сан ієромонаха.
Після цього Священним Синодом призначений учителем-вихователем в Софійську духовну семінарію святого Іоанна Рильського.
26 грудня 1913 митрополитом Максимом возведений в сан архімандрита.
14 грудня 1917 Священним Синодом призначений ректором Софійській духовній семінарії, якою керував шість навчальних років.
27 березня 1921 був возведений в сан єпископа з титулом «Драговітійський».
23 березня 1923 Священний Синод затвердив Павла митрополитом Старозагорським.
Був одним з найосвіченіших і начитаних архієреїв тодішньої Болгарської церкви. Залишив після себе багато написаних і перекладених книжок. Представляють інтерес його щоденники, в яких відображено його бачення історичних подій, сучасником яких він був.
Будучи членом малого складу Священного Синоду, разом з іншими архієреями благословив шлюб царя Бориса III і Джованни Савойської, який відбувся 31 жовтня 1930 в кафедральному храмі святого Олександра Невського.
Помер 5 жовтня 1940.